# I Lombardi

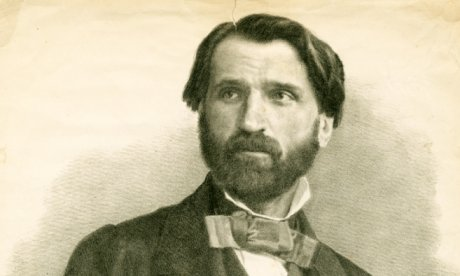
Giuseppe Verdi 1842

I Lombardi alla prima crociata (Lombarderna i första korståget) är en opera (Dramma lirico) i fyra akter med musik av Giuseppe Verdi och libretto av Temistocle Solera efter Tommaso Grossis episka dikt med samma namn (1826).

## Historia

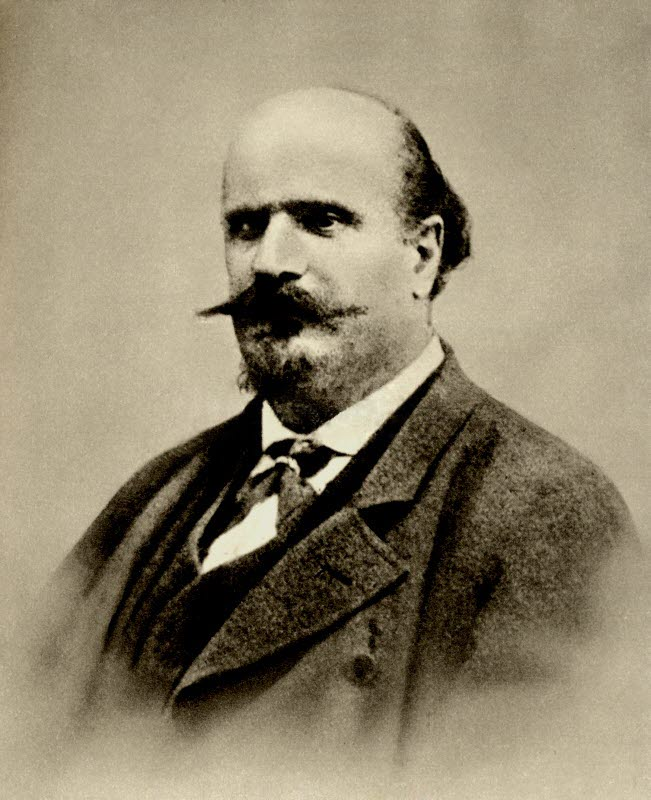
Temistocle Solera

Efter framgången med Nebukadnessar 1842 beställde La Scalas impressario Merelli genast en ny opera av Verdi. Återigen blev det Solera som skulle leverera librettot, och han byggde den på Tommaso Grossis dikt I Lombardi alla prima crociata. Ämnesvalet skapade problem eftersom det förekom ett dop på scenen, och Milanos ärkebiskop hävdade att detta var att vanhelga ett av kyrkans sakrament. Efter förhandlingar med polischefen fick teaterns ledning tillstånd att genomföra premiären 11 februari 1843 på La Scalas, som blev en tumultartad succé i och med att publiken alldeles som i fråga om Nebukadnessar uppfattade handlingen som en framställning av Italiens efterlängtade befrielse från det österrikiska herraväldet. 
Svensk premiär på Mindre teatern i Stockholm 1848/49.
Då Verdi var i Paris 1847 anmodades han att skriva en opera. Han hade ont om tid och skrev om I Lombardi, som försågs med en ny fransk text med en delvis förändrad handling och fick namnet Jérusalem.

## Personer
- Arvino, de lombardiska korsfararnas anförare (tenor)
- Pagano, Arvinos bror, senare eremit (bas)
- Viclinda, Arvinos hustru (sopran)
- Giselda, Arvinos dotter (sopran)
- Pirro, Arvinos stallmästare (bas)
- En milanesisk prior (tenor)
- Acciano, Antiokias tyrann (bas)
- Oronte, hans son (tenor)
- Sofia, Accianos hustru, i hemlighet döpt (sopran)
- Munkar, priorer, korsriddare, soldater, pilgrimer (kör)

## Handling

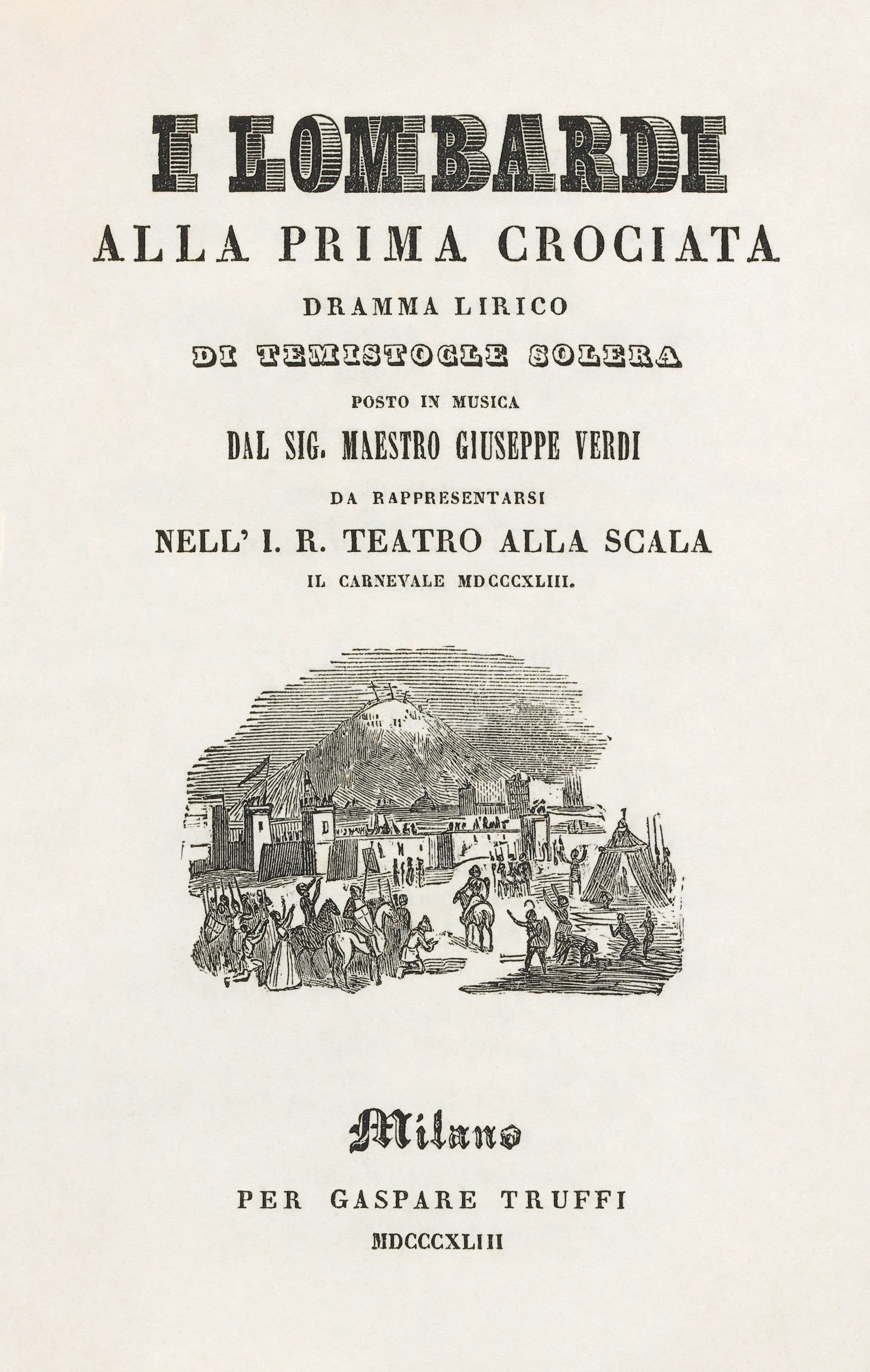
Omslag från 1843

Milano, Antiokia med omnejd, utanför Jerusalem, år 1096.
Akt I: Hämnden
Scen 1.
I Milano. Utanför basilikan San Ambrogio. Under en gudstjänst skall det ske en försoning mellan båda bröderna Arvino och Pagano, som en gång i tiden blivit ovänner på grund av en kvinna. Pagano, som har återvänt efter 18 år i landsflykt, låtsas ångra sig, men planerar i hemlighet ett nytt mordförsök på brodern. Arvino utses till ledare för den lombardiska korsfararhären.
Scen 2.
Natt. I närheten av Arvinos hus. Vid aftonbönen ber nunnorna i det närliggande klostret om Guds välsignelse och om fred, under tiden som Pagano utanför klosterporten planerar brodermordet.
Scen 3.
I Arvinos hus. Arvinos hustru Viclinda litar inte på Pagano. Tillsammans med sin dotter Giselda ber hon till Jungfru Maria om förbarmande och lovar att företa en pilgrimsfärd till den heliga graven. Pagano och hans kumpaner sätter eld på huset, men av misstag dödar Pagano fadern istället för brodern. Giselda hindrar fadern från att hämnas. Pagano bannlyses för evigt från staden. Han avskyr sig själv.
Akt II: Mannen i grottan
Scen 1.
Tronsalen i Accianos palats i Antiokia. Korsfararna står utanför staden, i deras spår följer plundring och våldsdåd. Acciano vill försvara sin stad. I palatsets harem hålls Giselda fången. Hon har förälskat sig i Accianos son Oronte. Orontes mor Sofia har redan låtit kristna sig och välkomnar kärleksförbindelsen.
Scen 2.
Utanför en grotta. Den bannlyste Pagano väntar längtansfullt på de lombardiska korsfararna för att kunna ansluta sig till dem. Han försöker som eremit sona sin skuld och anses redan vara en helig man. Arvino söker upp den heliga mannen för att rådfråga denne om hur han skall kunna finna sin bortrövade dotter och tränga in i Antiokia. Eremiten lovar att hjälpa honom.
Scen 3.
Palatsets harem i Antiokia. De svartsjuka slavinnorna lovordar hånfullt Giseldas skönhet. Antiokia har fallit genom förräderi. Korsfararna tränger in i palatset och i striden stupar Acciano och av allt att döma även Oronte. Giselda bönfaller fadern: "Nej! Det är inte Guds vilja, att jorden skall dränkas i människoblod!" Arvino vill döda sin trotsiga dotter.
Akt III: Omvändelsen
Scen 1.
Korsfararnas läger i Josafats dal. I fjärran syns Jerusalem. Den heliga staden hälsas av pilgrimerna i korsfararnas följe. Giselda har flytt ur faderns tält och stöter på Oronte, som trotts vara död. Båda bryter med sitt tidigare liv och vill endast i kärleken finna "hemland, liv och himmel".
Scen 2.
Arvinos tält. Arvino förbananr sin försvunna dotter. Även eremiten är borta.
Scen 3.
I en grotta. I grottan gömmer sig Giselda tillsammans med den dödligt sårade Oronte. Eremiten har följt efter dem och döper nu den döende.
Akt IV: Den heliga graven
Scen 1.
En grotta i närheten av Jerusalem. Giselda får en syn: Oronte visar sig för henne och förutspår att vatten skall springa fram ur Siloams källa.
Scen 2.
Lombardernas tält nära Rakels grav. Lombarderna är utmattade av törst och tänker på sitt hemland. Giselda berättar för lombarderna om undret med källan och leder dem till den. Lombarderna stärker sig av det undergörande vattnet och är nu reda att erövra Jerusalem.
Scen 3.
Alvinos tält. Under striden har eremiten blivit dödligt sårad. Han avslöjar på sin dödsbädd att han är Pagano och till sist försonas de båda bröderna.